# DIP 스위치

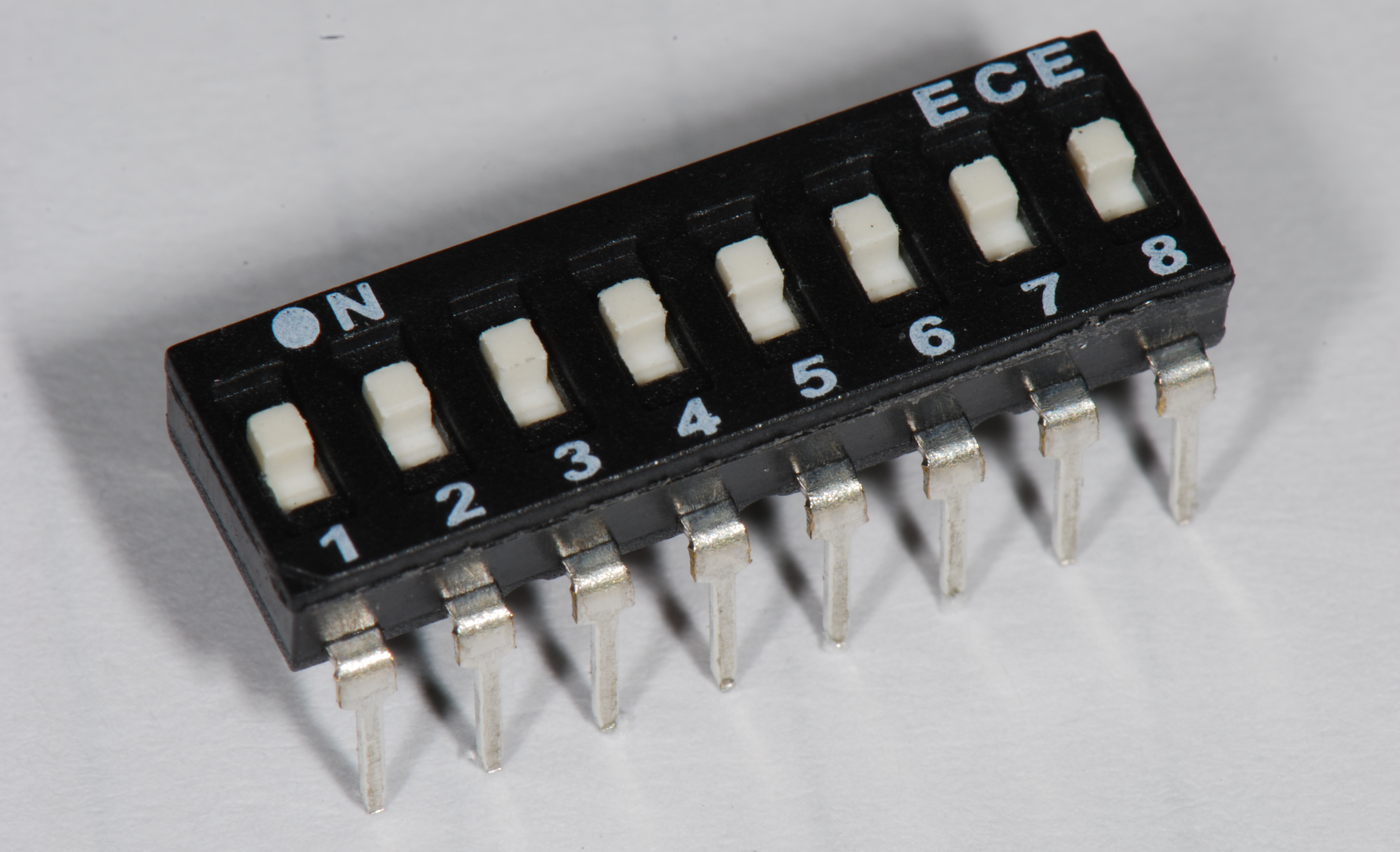
슬라이드 스타일 DIP 스위치

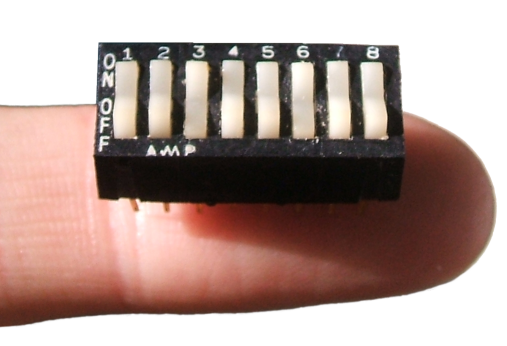
로켓 스타일 DIP 스위치

DIP 스위치(DIP switch, Dual-inline package switch)는 DIP 안에 설치한 일련의 토글스위치로서, 컴퓨터 시스템의 기억용량이나 모니터의 종류 등 여러 가지 정보를 부호화하는 데 사용된다.
DIP 스위치는 점퍼 블록 대신 사용할 수 있다. 주된 장점은 변경이 더 빠르고 손실되는 부분이 없다는 것이다.

## 역사
미국 특허 3,621,157은 알려진 최초의 DIP 스위치 특허이다.